# Shinee
SHINee (hangul: 샤이니) är ett sydkoreanskt pojkband bildat 2008 av SM Entertainment.
Gruppen, som ursprungligen bestod av fem medlemmar, består numera av de fyra medlemmarna Onew, Key, Minho och Taemin. Den femte medlemmen, Jonghyun, avled den 18 december 2017, 27 år gammal. 

## Biografi
De gjorde debut 25 maj 2008 på SBS Popular Songs med sin promosingel "Noona Neomu Yeppeo (Replay)" ("누난 너무 예뻐 (Replay)", "Noona you're so pretty (Replay)"). Sedan debuten har SHINee vunnit många priser. De har också medverkat i sin egen realityshow baserad på singeln "Noona you're so pretty (replay)". SHINee anses i sitt hemland och Asien vara modeikoner som startade "SHINee-trenden", en trend som är väldigt populär bland ungdomar.

## Medlemmar
| Artistnamn   | Artistnamn | Födelsenamn  | Födelsenamn | Födelsedatum      |
| Romanisering | Hangul     | Romanisering | Hangul      | Födelsedatum      |
| ------------ | ---------- | ------------ | ----------- | ----------------- |
| Onew         | 온유       | Lee Jin-ki   | 이진기      | 14 december 1989  |
| Key          | 키         | Kim Ki-bum   | 김기범      | 23 september 1991 |
| Minho        | 민호       | Choi Min-ho  | 최민호      | 9 december 1991   |
| Taemin       | 태민       | Lee Tae-min  | 이태민      | 18 juli 1993      |

### Tidigare medlemmar
| Artistnamn   | Artistnamn | Födelsenamn   | Födelsenamn | Födelsedatum | Dödsdatum                |
| Romanisering | Hangul     | Romanisering  | Hangul      | Födelsedatum | Dödsdatum                |
| ------------ | ---------- | ------------- | ----------- | ------------ | ------------------------ |
| Jonghyun     | 종현       | Kim Jong-hyun | 김종현      | 8 april 1990 | 18 december 2017 (27 år) |

## Diskografi

### Album
| Albuminformation                                                                             | Topplacering               | Topplacering                |
| Albuminformation                                                                             | Sydkorea (Gaon Chart)      | Japan (Oricon)              |
| Koreanska                                                                                    | Koreanska                  | Koreanska                   |
| -------------------------------------------------------------------------------------------- | -------------------------- | --------------------------- |
| Replay (EP-skiva) - Släppt: 22 maj 2008                                                      | —                          | —                           |
| The Shinee World (Studioalbum) - Nyutgåva: Amigo (29 oktober 2008)                           | —                          | —                           |
| Romeo (EP-skiva) - Släppt: 25 maj 2009                                                       | —                          | —                           |
| 2009, Year of Us (EP-skiva) - Släppt: 22 oktober 2009                                        | —                          | —                           |
| Lucifer (Studioalbum) - Nyutgåva: Hello (4 oktober 2010)                                     | 1                          | 14                          |
| Sherlock (EP-skiva) - Släppt: 21 mars 2012                                                   | 1                          | 13                          |
| Dream Girl – The Misconceptions of You (Studioalbum) - Släppt: 19 februari 2013              | 1                          | 10                          |
| Why So Serious? – The Misconceptions of Me (Studioalbum) - Släppt: 26 april 2013             | 1                          | 8                           |
| The Misconceptions of Us (Samlingsalbum) - Släppt: 8 augusti 2013                            | 4                          | 17                          |
| Everybody (EP-skiva) - Släppt: 14 oktober 2013                                               | 1                          | 7                           |
| Odd (Studioalbum) - Nyutgåva: Married to the Music (3 augusti 2015)                          | 1                          | 6                           |
| 1 of 1 (Studioalbum) - Nyutgåva: 1 and 1 (15 november 2016)                                  | 1                          | 11                          |
| The Story of Light (Studioalbum) - Nyutgåva: The Story of Light Epilogue (10 September 2018) | 1 (EP.1) 1 (EP.2) 2 (EP.3) | 7 (EP.1) 8 (EP.2) 18 (EP.3) |
| Japanska                                                                                     |                            |                             |
| The First (Studioalbum) - Släppt: 7 december 2011                                            | 3                          | 4                           |
| Boys Meet U (Studioalbum) - Släppt: 26 juni 2013                                             | —                          | 2                           |
| I'm Your Boy (Studioalbum) - Släppt: 24 september 2014                                       | 9                          | 1                           |
| D×D×D (Studioalbum) - Släppt: 1 januari 2016                                                 | —                          | 1                           |
| Five (Studioalbum) - Släppt: 27 januari 2017                                                 | —                          | 3                           |

### Singlar
| År        | Titel                             | Topplacering          | Topplacering   |
| År        | Titel                             | Sydkorea (Gaon Chart) | Japan (Oricon) |
| Koreanska | Koreanska                         | Koreanska             | Koreanska      |
| --------- | --------------------------------- | --------------------- | -------------- |
| 2008      | "Replay" (누난 너무 예뻐)         | —                     | —              |
| 2008      | "Love Like Oxygen" (산소 같은 너) | —                     | —              |
| 2008      | "Amigo" (아.미.고)                | —                     | —              |
| 2009      | "Juliette" (줄리엣)               | —                     | —              |
| 2009      | "Ring Ding Dong"                  | —                     | —              |
| 2009      | "JoJo"                            | —                     | —              |
| 2010      | "Lucifer"                         | 2                     | —              |
| 2010      | "Hello"                           | 7                     | —              |
| 2012      | "Sherlock (Clue + Note)"          | 1                     | —              |
| 2013      | "Dream Girl"                      | 1                     | —              |
| 2013      | "Why So Serious?"                 | 15                    | —              |
| 2013      | "Everybody"                       | 1                     | —              |
| 2015      | "View"                            | 1                     | —              |
| 2015      | "Married to the Music"            | 8                     | —              |
| 2016      | "1 of 1"                          | 4                     | —              |
| 2016      | "Tell Me What To Do"              | 4                     | —              |
| 2018      | "Good Evening" (데리러 가)        | 10                    | —              |
| 2018      | "I Want You"                      | 20                    | —              |
| 2018      | "Our Page" (네가 남겨둔 말)       | 37                    | —              |
| 2018      | "Countless"                       | 74                    | —              |
| Japanska  |                                   |                       |                |
| 2011      | "Replay"                          | —                     | 2              |
| 2011      | "Juliette"                        | —                     | 3              |
| 2011      | "Lucifer"                         | —                     | 2              |
| 2012      | "Sherlock"                        | —                     | 2              |
| 2012      | "Dazzling Girl"                   | —                     | 2              |
| 2012      | "1000nen, Zutto Soba ni Ite..."   | —                     | 3              |
| 2013      | "Fire"                            | —                     | 5              |
| 2013      | "Boys Meet U"                     | —                     | 2              |
| 2013      | "3 2 1"                           | 161                   | 3              |
| 2014      | "Lucky Star"                      | —                     | 3              |
| 2015      | "Your Number"                     | —                     | 2              |
| 2015      | "Sing Your Song"                  | —                     | 5              |
| 2016      | "Kimi no Seide"                   | —                     | 2              |
| 2016      | "Winter Wonderland"               | —                     | 2              |
| 2018      | "Sunny Side"                      | —                     | 4              |